# Mac & Katie Kissoon
Mac & Katie Kissoon zijn een Trinidadiaanse broer en zus die in 1962 naar het Verenigd Koninkrijk verhuisden en daar een carrière als (achtergrond-)zanger opbouwden. Samen vormden ze in de jaren zeventig een succesvol popduo. In Nederland en Vlaanderen zijn ze vooral bekend van de hits Freedom, Sugar Candy Kisses en Love And Understanding.

## Biografie
Mac en Katie Kissoon werden respectievelijk geboren in 1943 en 1951 als Gerald en Katherine Farthing in Port of Spain op het eiland Trinidad. Het gezin bestond in totaal uit acht kinderen. In 1962 verhuisde de familie naar het Verenigd Koninkrijk. Aanvankelijk begonnen Mac en Katie als soloartiesten, wat Mac onder de naam Mack Kissoon in 1970 nog een hitje in Nederland opleverde met de single Get down with it satisfaction. In 1971 besloten Mac en Katie een duo te vormen en brachten de single Chirpy Chirpy Cheep Cheep uit. Het werd ongeveer tegelijkertijd uitgebracht met de veel succesvollere versie van Middle of the Road, waardoor hun versie nauwelijks werd opgemerkt. In de Verenigde Staten, waar de versie van Middle of the Road niet werd uitgebracht, deden Mac & Katie Kissoon het een stuk beter. Daar haalde het nummer de twintigste plaats in de Billboard Hot 100. Het was hun enige Amerikaanse hit.
In Nederland en Vlaanderen hadden ze hun eerste hits in 1972 met Freedom en Sing Along, die allebei grote hits werden. In de Daverende Dertig stond Sing along één week op de eerste plaats. In Engeland zelf bleven deze nummers onopgemerkt. Dat gold ook voor Love Will Keep Us Together en het gelijknamige album uit 1973. Pas in het jaar dat Captain & Tennille wél veel succes met dit nummer hadden in Engeland en Amerika, beleefden Mac & Katie Kissoon een comeback in hun thuisland. Het nummer Sugar Candy Kisses kwam daar in 1975 op #3 en ook in Nederland en Vlaanderen werd weer de top 5 gehaald. Ook de opvolger Don't Do It Baby deed het aan beide kanten van de Noordzee aardig. Nadat hun album Two Of Us uit 1976 geen succesvolle singles meer opleverde, besloten Mac en Katie in 1977 als vast duo uit elkaar te gaan.
Zowel Mac als Katie gingen aan de slag als sessie- en achtergrondzanger. Mac heeft jarenlang gezongen met het orkest van James Last en Katie heeft naast het orkest van Last gediend als achtergrondzangeres in de bands van onder andere Van Morrison, Eric Clapton, George Harrison en Roger Waters. In 1979 nam Mac Kissoon het soloalbum Mac Kissoon op in Nederland. Dat leverde hem twee grote hits op met Lavender Blue en Love And Understanding. In 1980 kwamen broer en zus Kissoon in de Nationale Hitparade terecht met de single 'We Are Family', die niet verder kwam dan de twintigste plaats, maar indertijd wel vaak op de radio gedraaid werd. Dat laatste nummer zong hij samen met Katie en zijn vier kinderen onder de naam Mac Kissoon & Family. Op Mac Kissoon staan nog een paar nummers meer waar Katie op meezingt. Ook Katie probeerde het in 1981 ook solo, maar het nummer (Take Me Back To) California bleef in de tipparade hangen. In 1997 namen ze nog één keer een gezamenlijk album met nieuw materiaal op, met de titel From Now On. Tegenwoordig maakt Katie Kissoon deel uit de achtergrondzangeressen van Roger Waters. Zo deed ze mee aan In the Flesh tour, waar ze samen met Roger Waters het nummer Mother zong.
Ook tijdens de Dark Side of the Moon tour was ze erbij als achtergrondzangeres.

## Bezetting
- Mac Kissoon
- Katie Kissoon

## Discografie

### Albums
| Album met eventuele hitnotering(en) in de Nederlandse Album Top 100 | Datum van verschijnen | Datum van binnenkomst | Hoogste positie | Aantal weken | Opmerkingen |
| ------------------------------------------------------------------- | --------------------- | --------------------- | --------------- | ------------ | ----------- |
| Sugar Candy Kisses                                                  |                       | 5-7-1975              | 39              | 2            |             |

### Singles
| Single met eventuele hitnotering(en) in de Nederlandse Top 40 | Datum van verschijnen | Datum van binnenkomst | Hoogste positie | Aantal weken | Opmerkingen                                                                                |
| ------------------------------------------------------------- | --------------------- | --------------------- | --------------- | ------------ | ------------------------------------------------------------------------------------------ |
| I've found my freedom                                         |                       | 18-3-1972             | 3               | 11           | *3 in de Daverende 30                                                                      |
| Sing Along                                                    |                       | 15-7-1972             | 4               | 10           | *1 in de Daverende 30                                                                      |
| Song For Everybody                                            |                       | 13-1-1973             | 20              | 5            | *18 in de Daverende 30                                                                     |
| Change It All                                                 |                       | 14-4-1973             | 28              | 3            |                                                                                            |
| Love Will Keep Us Together                                    |                       | 10-11-1973            | 12              | 6            | *12 in de Daverende 30                                                                     |
| Big Hello                                                     |                       | 11-5-1974             | tip             |              |                                                                                            |
| Sugar Candy Kisses                                            |                       | 11-1-1975             | 5               | 12           | *2 in de Nationale Hitparade                                                               |
| Don't Do It Baby                                              |                       | 24-5-1975             | 16              | 4            | *19 in de Nationale Hitparade                                                              |
| I'm Just Dreaming                                             |                       | 24-1-1976             | 34              | 4            |                                                                                            |
| Love And Understanding                                        |                       | 1-12-1979             | 2               | 8            | als Mac Kissoon & Family / *5 in de Nationale Hitparade                                    |
| We Are Family                                                 |                       | 15-3-1980             | tip7            |              | *20 in de Nationale Hitparade                                                              |
| "Glory glory"                                                 |                       | 29-3-1980             | -               |              | Mac Kissoon and his children with the Gerald Brown singers / *47 in de Nationale Hitparade |
| "A little love"                                               |                       | 18-10-1997            | -               |              | Mac and Katie Kissoon / *77 in de Mega Top 100                                             |

| Single met hitnotering(en) in de Vlaamse Ultratop 50 | Datum van verschijnen | Datum van binnenkomst | Hoogste positie | Aantal weken | Opmerkingen              |
| ---------------------------------------------------- | --------------------- | --------------------- | --------------- | ------------ | ------------------------ |
| Freedom                                              |                       | 1972                  | 2               |              |                          |
| Sing Along                                           |                       | 1972                  | 5               |              |                          |
| Love Will Keep Us Together                           |                       | 29-12-1973            | 23              |              |                          |
| Sugar Candy Kisses                                   |                       | 1975                  | 2               |              |                          |
| Don't Do It Baby                                     |                       | 1975                  | 20              |              |                          |
| Love And Understanding                               |                       | 1979                  | 4               |              | als Mac Kissoon & Family |

### NPO Radio 2 Top 2000
Van Mac & Katie Kissoon stond alleen I've found my freedom in 2001 in de NPO Radio 2 Top 2000, op plek 1999.